# Stazione di Berlino-Karlshorst
La stazione di Berlino-Karlshorst (in tedesco Berlin-Karlshorst) è una stazione ferroviaria di Berlino, posta nell'omonimo quartiere.